# Insulasaurus victoria
Espèce
Synonymes
- Sphenomorphus victoria Brown & Alcala, 1980

Insulasaurus victoria est une espèce de sauriens de la famille des Scincidae.

## Répartition
Cette espèce est endémique de Palawan aux Philippines.

## Étymologie
Cette espèce est nommée en référence au lieu de sa découverte : le mont Victoria.

## Publication originale
- Brown & Alcala, 1980 : Philippine Lizards of the family Scincidae. Silliman University natural science monograph series, p. 1-246.